# Chris Reed (patinage artistique)
Pour les articles homonymes, voir Chris Reed et Reed.
Chris Reed (クリス・リード), né le 7 juillet 1989 à Kalamazoo (Michigan) et mort le 14 mars 2020 à Détroit (Michigan), est un patineur artistique japonais.

## Biographie

### Carrière sportive
Avec sa sœur Cathy Reed, Chris Reed devient 7 fois champion national sur danse et remporte la médaille d'argent en danse sur glace aux Jeux asiatiques d'hiver de 2011.
Il est médaillé de bronze aux Championnats du monde par équipes de patinage artistique 2013 et aux Championnats du monde par équipes de patinage artistique 2015.

### Mort
Chris Reed est mort le 14 mars 2020 à 30 ans d'une crise cardiaque à Détroit (Michigan).

## Palmarès
Avec deux partenaires :
- Cathy Reed (9 saisons : 2006-2015)
- Kana Muramoto (3 saisons : 2015-2018)

| Compétition                         | 2007    | 2008    | 2009    | 2010    | 2011    | 2012    | 2013    | 2014    | 2015    |  | 2016    | 2017    | 2018    |  |  |  |
| Jeux olympiques d'hiver             |         |         |         | 17e     |         |         |         | 21e     |         |  |         |         | 15e     |  |  |  |
| Championnats du monde               |         | 16e     | 16e     | 15e     | 13e     | 24e     | 20e     | 18e     | 22e     |  | 15e     | 23e     | 11e     |  |  |  |
| Quatre continents                   | 7e      | 7e      | F       |         |         |         | 7e      |         |         |  | 7e      | 9e      | 3e      |  |  |  |
| Championnats du Japon               | 2e      | 1er     | 1er     | 1er     | 1er     | F       | 1er     | 1er     | 1er     |  | 1er     | 1er     | 1er     |  |  |  |
|                                     |         |         |         |         |         |         |         |         |         |  |         |         |         |  |  |  |
| Grand Prix ISU                      | 2006/07 | 2007/08 | 2008/09 | 2009/10 | 2010/11 | 2011/12 | 2012/13 | 2013/14 | 2014/15 |  | 2015/16 | 2016/17 | 2017/18 |  |  |  |
| Skate America                       |         | 9e      |         |         | 7e      |         |         | 5e      |         |  |         | 8e      | 7e      |  |  |  |
| Trophée NHK                         |         | 8e      | 8e      | 7e      | 7e      | 7e      | 5e      | 6e      | 6e      |  | 7e      | F       | 9e      |  |  |  |
| Légende : F = Forfait ; A = Abandon |         |         |         |         |         |         |         |         |         |  |         |         |         |  |  |  |